# Darlington (Nouveau-Brunswick)
Pour les articles homonymes, voir Darlington.
Darlington est un quartier de la ville canadienne de Dalhousie, au nord du Nouveau-Brunswick. Darlington fut constitué en municipalité en 1977, devenant officiellement un village. Le village est fusionné à Dalhousie le 4 novembre 1982. Darlington possède une centrale thermique.